# The Traveling Wilburys Collection
Albums de Traveling Wilburys
Traveling Wilburys Vol. 3
The Travelling Wilburys Collection est un coffret paru en 2007. Il comprend les deux albums du supergroupe Traveling Wilburys, ainsi qu'un DVD bonus. Il a créé la surprise en se classant no 1 à sa sortie dans de nombreux pays, dont le Royaume-Uni, battant des records de ventes pour un coffret.

## Titres

### Disque 1:Traveling Wilburys Vol. 1
1. Handle with Care – 3:20
2. Dirty World – 3:30
3. Rattled – 3:00
4. Last Night – 3:48
5. Not Alone Any More – 3:24
6. Congratulations – 3:30
7. Heading for the Light – 3:37
8. Margarita – 3:15
9. Tweeter and the Monkey Man – 5:30
10. End of the Line – 3:30
Titres bonus
11. Maxine – 2:49
12. Like a Ship – 3:30

### Disque 2: DVD
1. The True History of the Traveling Wilburys (documentaire)
2. Handle With Care (clip)
3. End of the Line (clip)
4. She's My Baby (clip)
5. Inside Out (clip)
6. Wilbury Twist (clip)

### Disque 3:Traveling Wilburys Vol. 3
1. She's My Baby – 3:14
2. Inside Out – 3:36
3. If You Belonged To Me – 3:13
4. The Devil's Been Busy – 3:18
5. 7 Deadly Sins – 3:18
6. Poor House – 3:17
7. Where Were You Last Night? – 3:03
8. Cool Dry Place" – 3:37
9. New Blue Moon – 3:21
10. You Took My Breath Away – 3:18
11. Wilbury Twist – 2:56
Titres bonus
12. Nobody's Child (Cy Coben, Mel Foree) – 3:28
13. Runaway (Del Shannon, Max D. Crook) – 2:30